# Liga Unitaria

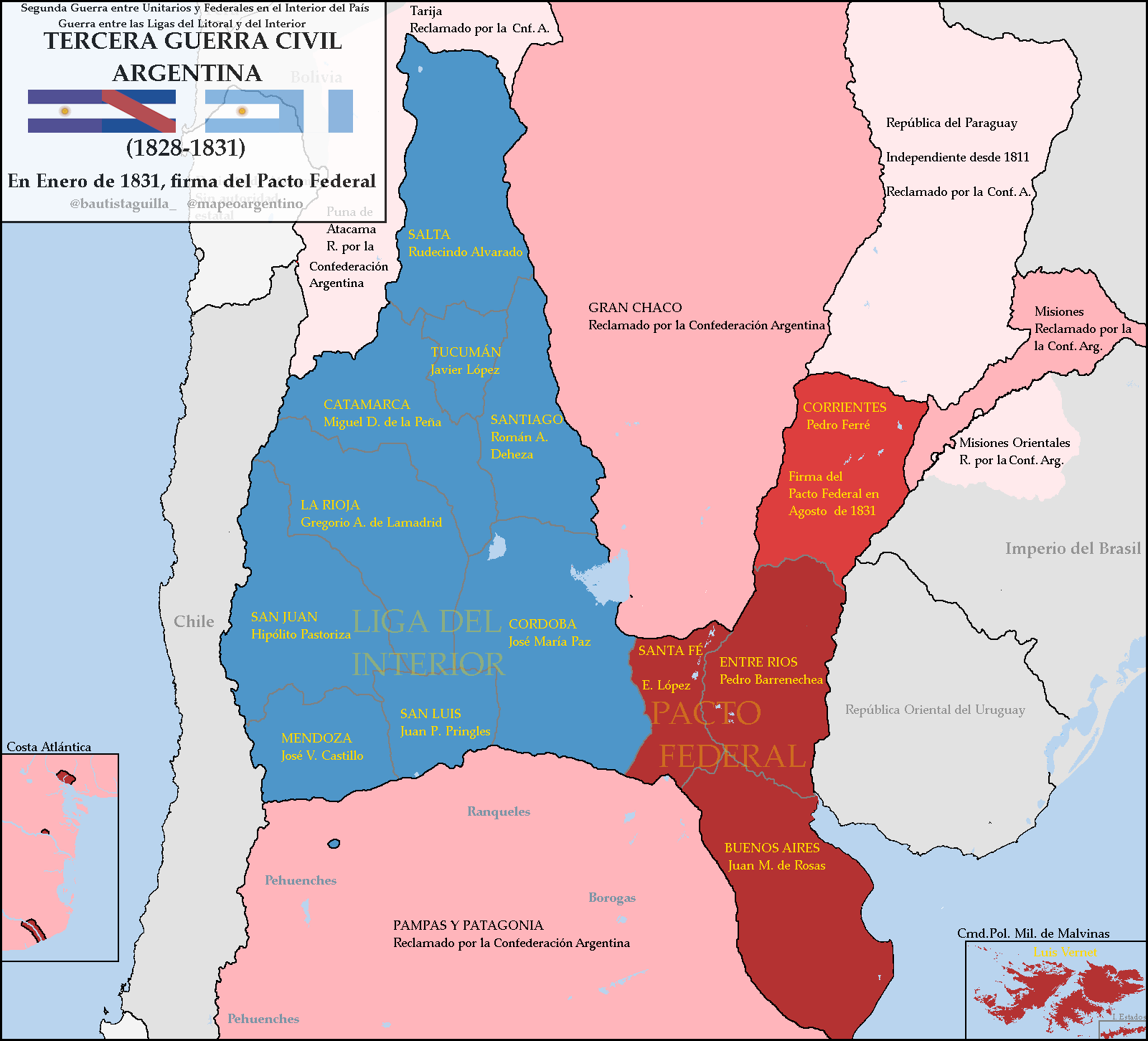
La Liga del Interior y la Liga del Litoral en enero de 1831.

La Liga del Interior, también llamada Liga Unitaria, fue una unión política y militar establecida en el año 1830 por las provincias de San Luis, La Rioja, Catamarca, Mendoza, San Juan, Tucumán, Córdoba, Salta y Santiago del Estero, las cuales nombraron al general José María Paz jefe supremo militar. Poco tiempo después la Liga se enfrentó con las provincias que conformarían en 1831 el Pacto Federal (Buenos Aires, Santa Fe, Entre Ríos y más tarde Corrientes). Se disolvió el 27 de marzo de 1840.

## Formación
Después de la Guerra con el Brasil, que llevó a la independencia de la Provincia Oriental, la situación política de las provincias argentinas estuvo marcada por la desaparición del gobierno nacional del presidente Rivadavia. Esto llevó a que las provincias se declararan autónomas y delegaran en el gobernador de Buenos Aires, Manuel Dorrego, el manejo de las relaciones exteriores argentinas. Varias tentativas de reunir un Congreso que organizara políticamente un estado nacional de bases federales no se concretaron, y en este contexto el Partido Unitario intentó retomar el poder. Aprovechó el descontento de los jefes militares del Ejército Nacional con el tratado de paz firmado por Dorrego, para promover una sublevación político-militar. En diciembre de 1828 el general Juan Lavalle derrocó y fusiló a Dorrego, haciéndose con el gobierno de Buenos Aires; poco después el general cordobés José María Paz marchó con otra división de las tropas nacionales y se apoderó de Córdoba tras derrotar al gobernador Juan Bautista Bustos en la Batalla de San Roque.
La guerra así comenzada continuó con varias alternativas durante 1829, pero mientras que los caudillos federales de las provincias litorales derrotaban a Lavalle, Paz consolidaba su dominio de Córdoba tras derrotar dos invasiones del caudillo riojano Juan Facundo Quiroga. 
El general Paz, al saber que la revolución había fracasado en Buenos Aires y el Litoral, proclamó que su intención era mantenerse en su provincia natal sin agredir a las demás provincias, pero luego consideró la necesidad de ocupar las provincias limítrofes para asegurar su propio dominio de Córdoba. Los gobernadores de Salta y Tucumán fueran los primeros en adherirse a la liga unitaria y luego colaboraron en la ocupación de las provincias gobernadas o influenciadas por caudillos federales. De este modo diversas columnas militares ocuparon con poca o ninguna resistencia las provincias de San Juan, La Rioja, Mendoza y Santiago del Estero, mientras que en las provincias de Catamarca y San Luis también asumieron gobiernos afectos a Paz. Así la situación político-militar dividió claramente al país en dos zonas: el Litoral y el Interior.

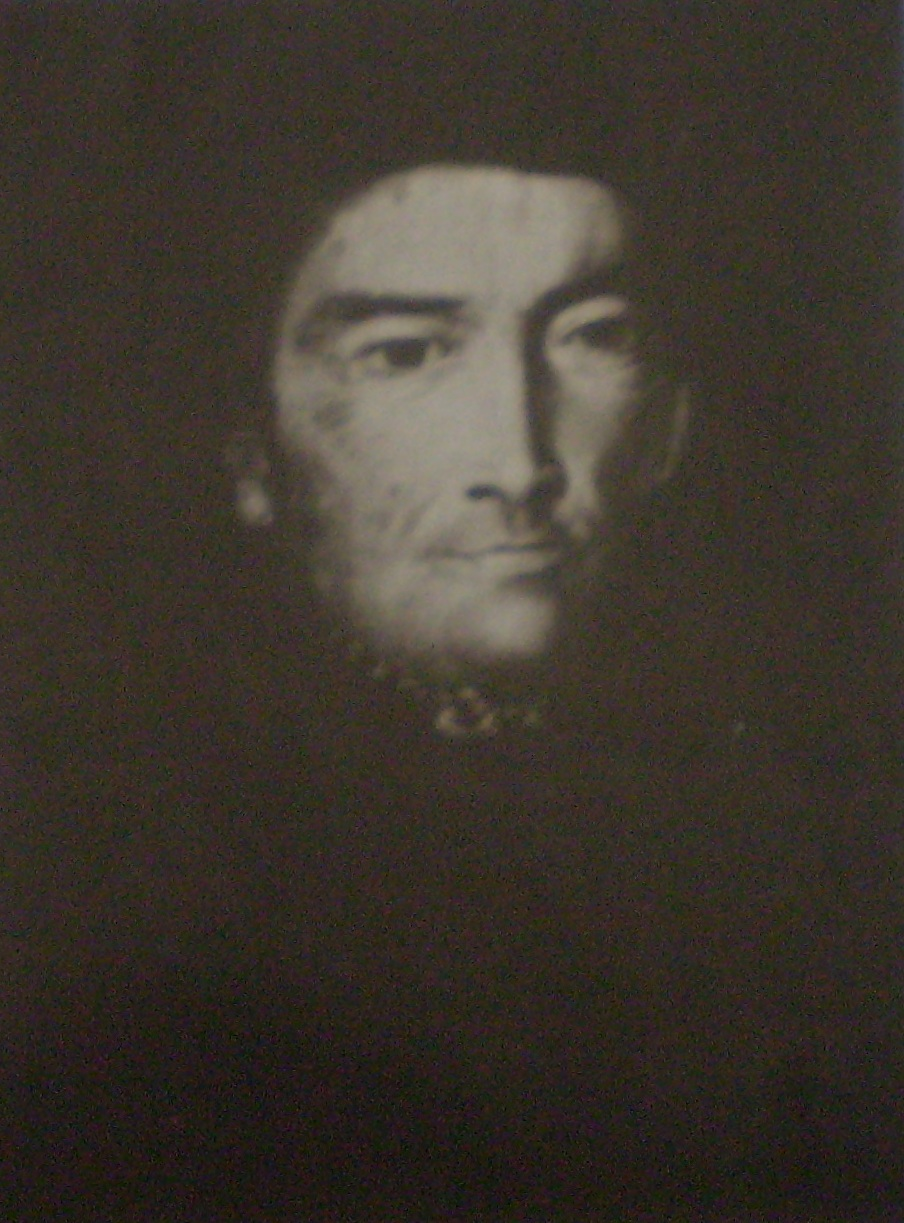
Miguel Calixto del Corro, sacerdote cordobés que representó a Santiago del Estero en la firma de la Liga del Interior.

Los gobiernos de las provincias que simpatizaban con Paz, o que estaban controladas militarmente por sus tropas, enviaron representantes a Córdoba, los cuales firmaron el 5 de julio de 1830 un tratado de paz y amistad, y una alianza defensiva y ofensiva. Los firmantes fueron:
- por Córdoba: Juan Antonio Saráchaga
- por Catamarca: Enrique Araujo
- por San Luis: doctor José María Bedoya
- por Mendoza: Francisco Delgado
- por La Rioja: Andrés Ocampo

Adhiriendo luego Salta, Santiago del Estero, Tucumán y San Juan.
Uno de los objetivos declarados de la Liga era promover la organización nacional, y a tal efecto proclamaba:

Artículo N° 12. Las partes contratantes declaran formalmente no ligarse a sistemas políticos, y se obligan a recibir la Constitución que diere el Congreso Nacional, siguiendo en todo la voluntad general y el sistema que prevalezca en el Congreso de las provincias que se reúnen.
Tratado de Paz, Amistad, y Alianza Ofensiva y Defensiva entre las Provincias de Catamarca, Córdoba, San Luis, Mendoza y La Rioja

## Organización económica y política

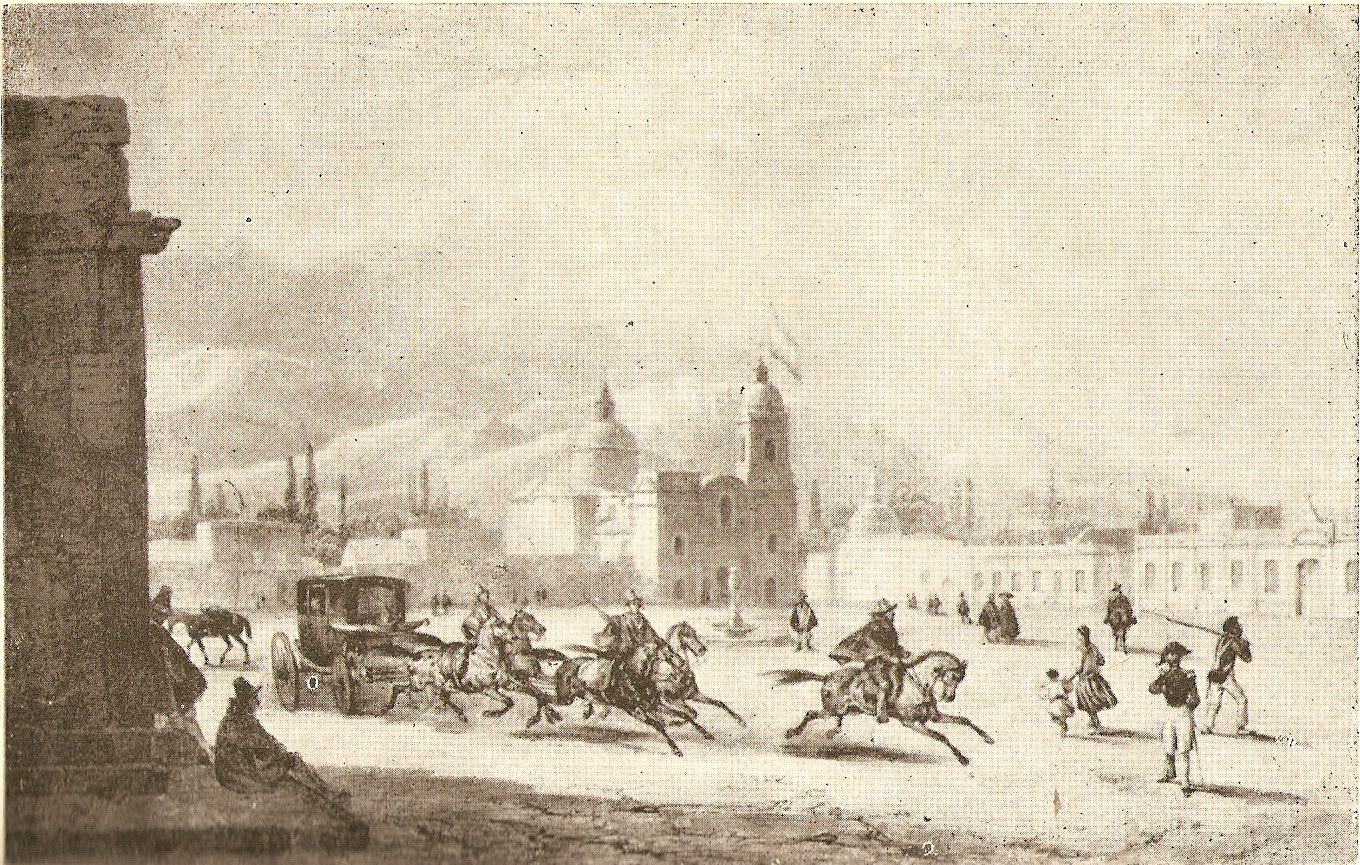
Plaza de la ciudad de Mendoza, según una ilustración de 1826.

Las provincias del interior vivían una realidad económico-social diferente de las provincias litorales. La guerra de la Independencia Argentina había trastornado fuertemente a la región por varios motivos: el comercio con el Alto Perú se había cortado, la mano de obra se había empleado en los ejércitos, y el mercado de las provincias litorales se había perdido debido a la competencia superior de los productos ingleses. Económicamente se mantenía una producción artesanal y los capitales se habían invertido en la compra de tierras, generando numerosos latifundios.
Ante este panorama, los caudillos y gobernadores del Interior urgían para que se lograra una organización nacional que apuntalara las economías regionales al tiempo que respetaba las autonomías provinciales. Es por estos antecedentes que el gobernador de Córdoba, Juan Bautista Bustos, había promovido durante años la organización de un Congreso que organizara definitivamente a las provincias en una República Federal; pero sus iniciativas naufragaron ante las dilaciones de las sucesivas autoridades de Buenos Aires. Con la llegada de Paz, la creación de un nuevo centro de poder en Córdoba fue visto por las elites provinciales del Interior como un paso posible para lograr una cierta organización supraprovincial. 
La situación política en las provincias del Interior era precaria, pues las autoridades adictas a la Liga no contaban con las simpatías de la mayoría de la población. Los caudillos de ideología federal mantenían su influencia y con frecuencia levantaban montoneras que sublevaban las zonas rurales, incluso en la propia Córdoba.
La agitación política fruto de las luchas de la época condenaron a estas provincias a un estado de permanente desorden que impidió el progreso económico, ya muy limitado antes de la guerra. Esto influyó en la formación del ejército combinado, además de mantener el descontento social, atizado por los caudillos. En la práctica cada provincia integrante de la Liga siguió manejándose de forma autónoma, pues la situación política del momento impedía una organización más profunda:

"Y si bien Paz se decía unitario y actuaba como jefe de los unitarios en el interior, las provincias conservaban legislaturas, gobernadores y todas las apariencias de un mecanismo federal, subordinado es cierto á los jefes del ejército de Córdoba, pero reclamado por los mismos amigos y adictos de Paz, imbuidos también en la idea de la soberanía de sus respectivas provincias."

## El Supremo Poder Militar

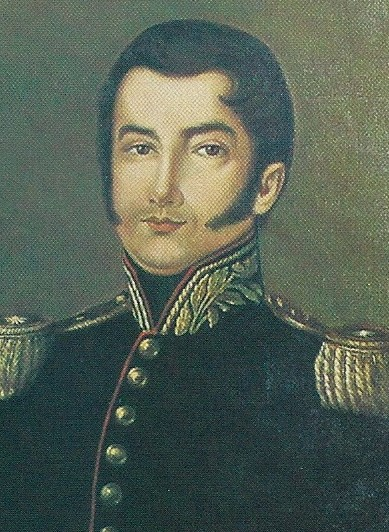
José María Paz, militar argentino nacido en Córdoba y veterano de las guerras por la Independencia y contra Brasil. Las provincias del Interior le confiaron el Supremo Poder Militar.

La necesidad de enfrentar una posible amenaza por parte de las provincias litorales hizo que el 31 de agosto de 1830 los gobiernos de la Liga del Interior acordaran conferir al general Paz el Supremo Poder Militar firmando un Pacto de Unión y Alianza. Esto significaba que todos ellos ponían a disposición de un mando unificado las tropas provinciales de que disponían, así como también su armamento y pertrechos. Para sostener este ejército (que venía a ser un ejército conjunto encargado de la defensa de todo el territorio coaligado) los gobiernos firmantes ponían a disposición de Paz la cuarta parte de sus rentas. Este tratado fue firmado por representantes de las nueve provincias de la Liga y regía por un plazo de ocho meses. Se estipulaba que en ese lapso la situación política habría dado como resultado una unión nacional, en cuyo caso el tratado quedaba sin efecto. Si a los ocho meses no había surgido un gobierno nacional al cual la Liga pudiera incorporarse, las provincias firmantes recuperarían el dominio de sus tropas, excepto en caso de guerra.
La finalidad de este Supremo Poder Militar era unificar los recursos, pero en la práctica las incursiones de las montoneras mantuvieron ocupadas a las tropas de línea y milicias, que se vieron dispersadas a lo largo y ancho del territorio de la Liga. Las provincias litorales trabajaron en el mismo sentido y acordaron también proveer a su mutua defensa y fue así que los gobiernos de Santa Fe, Buenos Aires y Corrientes cooperaron para sofocar movimientos revolucionarios en Entre Ríos.

Art. N° 1. Se establece un Supremo Poder Militar provisorio entre las Provincias contratantes.

Art. N° 2. Quedan sujetas a dicho Supremo Poder todas las fuerzas tanto veteranas como milicianas de las expresadas Provincias y su dirección en paz o en guerra.

Art. N° 3. Dicho Supremo Poder hará en las mencionadas fuerzas todos los arreglos y reformas que crea convenientes, elevándolas al número que la seguridad y honor de las Provincias contratantes demanden.

Art. N° 4. Quedan a disposición del Supremo Poder todos los armamentos, útiles y pertrechos de guerra pertenecientes a las Provincias contratantes.

Art. N° 5. Es de la atribución del Supremo Poder Militar conferir empleos y grados militares hasta el de Coronel inclusive.

(...)
Pacto de Unión y Alianza

Firmaron el pacto:
- Francisco Delgado, de Mendoza;
- Dr. José María Bedoya (cordobés), por San Luis;
- José Rudecindo Rojo, de San Juan;
- Dr. Manuel de Tezanos Pinto, de Salta;
- Dr. Manuel Berdía, de Tucumán;
- Dr. Miguel Calixto del Corro (cordobés), por Santiago del Estero;
- Dr. José Gregorio Baigorrí, de Córdoba;
- Enrique Araujo, de Catamarca;
- Ventura Ocampo, de La Rioja.

## El dilema de la organización nacional
A pesar del estado de guerra iniciado el 1.º de diciembre de 1828, las provincias se manejaron con criterios distintos, independientes de su adhesión real o supuesta a los partidos federal y unitario. El gobernador cordobés, general Paz, firmó tratados de amistad con el santafesino López, lo cual enfureció al riojano Quiroga. Luego, Santa Fe y Buenos Aires intentaron durante 1830 mediar entre Paz y Quiroga, sin éxito.
Cuando se formó, la Liga del Interior proclamó su intención de promover la organización nacional, la cual consideraba posible en el plazo de ocho meses, según lo estipulaba el nombramiento del Supremo Poder Militar para Paz. Paz había invitado a la reunión de representantes en Córdoba no solo a las provincias del Interior, sino también a las del Litoral. Estas rechazaron la invitación y en cambio intensificaron los contactos que venían sosteniendo entre ellas. Las inquietaba el poder militar de Paz, cuyo genio se había revelado en las batallas de La Tablada (23 de junio de 1829) y Oncativo (25 de febrero de 1830) contra Quiroga, y que ahora controlaba nueve provincias.
Los diálogos entre los representantes de las provincias litorales se vieron dificultados por la discusión sobre la necesidad de nacionalizar las rentas aduaneras, a lo que se oponía Buenos Aires. Finalmente el 4 de enero de 1831 Santa Fe, Entre Ríos y Buenos Aires firmaron el Pacto Federal por el cual constituían la Liga del Litoral. Corrientes se sumó el 8 de abril.
En su declaración las provincias firmantes invitaban a las demás provincias argentinas a integrarse a la Liga y convocar a un Congreso de todas aquellas para organizar el país bajo el sistema federal (Artículo 16 inciso 5.º).
Es decir, que tanto la Liga del Interior como la Liga del Litoral manifestaban como fin último de su existencia la organización nacional a través de un Congreso General. Pero mientras que la Liga del Litoral dejaba expresado que el sistema político a adoptar debía ser necesariamente el federal, la Liga del Interior dejaba la elección del sistema a los trabajos del Congreso, como lo expresaba en el artículo 12. De aquí ha salido que la historiografía argentina llame a la Liga del Litoral como "Liga Federal" y a la del Interior como "Liga Unitaria". Varios historiadores cuestionan este último apelativo dado a la Liga del Interior.

## Guerra con la Liga del Litoral
A fines de 1830 estallaron en varias provincias de la Liga del Interior sublevaciones locales alentadas por caudillos, al tiempo que crecía la amenaza de una guerra con las provincias litorales por los aprestos militares de estas. El gobernador santafesino López estaba formando un ejército que se preparaba para atacar Córdoba desde el Este, mientras Quiroga se lanzaba en una audaz expedición sobre el sur de esta provincia.
El carisma de Quiroga entre las masas populares y su legendario coraje y ferocidad en la lucha hicieron que su campaña fuese un éxito: tras atravesar el sur de Córdoba penetró en San Luis y luego en Mendoza, donde batió a los unitarios en la Batalla de Rodeo de Chacón (28 de marzo de 1831). Como consecuencia los federales de San Juan y La Rioja lograron retomar el control de esas provincias, que se perdieron para la Liga del Interior.
El ejército de la Liga del Litoral avanzó cautelosamente sobre el oriente cordobés, pues López conocía el genio militar de Paz y no quería arriesgarse a una severa derrota, como las que había sufrido Quiroga en La Tablada y Oncativo. Por su parte, Paz avanzó en busca de una batalla decisiva en la frontera oriental de la Liga, antes de volverse hacia el oeste en pos de Quiroga.
Por una circunstancia fortuita el general Paz cayó prisionero el 10 de mayo y su ejército, privado de su conductor, retrocedió hacia Córdoba. El general tucumano Lamadrid se hizo cargo del ejército de la Liga y decidió replegarse hacia Tucumán. Ante el avance de las tropas litorales se produjo un cambio de gobierno en Córdoba, adhiriendo al Pacto Federal. El 9 de junio una división santafesina acampó en los suburbios de la ciudad y dos días después entraron en ella las tropas de Buenos Aires. Una decena de oficiales y suboficiales del ejército de la Liga del Interior fueron llevados prisioneros a San Nicolás de los Arroyos, donde el nuevo gobernante de Buenos Aires, Juan Manuel de Rosas los hizo fusilar el 16 de octubre.

## Fin de la Liga del Interior

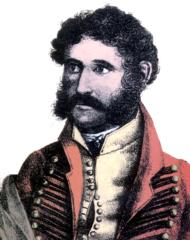
El caudillo riojano Facundo Quiroga terminó la guerra al derrotar al ejército de la Liga Unitaria en la Batalla de La Ciudadela de Tucumán.

Lamadrid retrocedió hacia Tucumán y se estacionó allí. Ya se habían perdido seis provincias y las tres restantes (Salta, Tucumán y Catamarca) eligieron jefe de Estado y jefe militar de la Liga al general Rudecindo Alvarado, aunque Lamadrid conservaba el mando del ejército combinado.
Alvarado inició negociaciones con los dirigentes de la Liga Federal para llegar a un tratado de Paz, pero el gobernador López, jefe del ejército conjunto de las provincias litorales, no aceptó. Las tropas de Santa Fe y Buenos Aires regresaron a sus provincias, y López encargó a Quiroga dar el golpe de gracia al ejército de Lamadrid. Quiroga ganó la Batalla de La Ciudadela (en las afueras de San Miguel de Tucumán) el 4 de noviembre y ocupó esa provincia. Alvarado, desde Salta, intentó una nueva negociación pero ante la falta de respuesta abandonó el cargo y se refugió en Bolivia, a donde también había huido Lamadrid.

## Consecuencias
Derrotada la Liga del Interior y proscriptos los dirigentes del Partido Unitario, varias importantes figuras del Interior creyeron llegada la hora de proceder a la organización nacional tal como lo había establecido el inciso 5.º del artículo 16 del Pacto Federal. Facundo Quiroga fue uno de ellos, e instalado en Buenos Aires compartía sus ideas en público. Rosas era partidario de diferir el tema de la organización nacional para "después", sin especificar cuándo sería ese momento ni acordar fecha. Sus ideas sobre el tema quedaron expresadas en la Carta de la Hacienda de Figueroa, que envió a Quiroga antes de que este fuera asesinado en el paraje de Barranca Yaco (Córdoba).
Pospuesta indefinidamente la organización nacional, las provincias del interior continuaron con su precaria economía artesanal, insuficiente para prosperar. En el año de 1840 las provincias del Noroeste se pronunciaron contra el gobernador Rosas y formaron otra liga, la Coalición del Norte, con el argumento de realizar la pospuesta organización nacional que distribuyera las rentas aduaneras de Buenos Aires.